# یواس‌سی‌جی‌سی کیسکا (دبلیوپی‌بی-۱۳۳۶)
یواس‌سی‌جی‌سی کیسکا (دبلیوپی‌بی-۱۳۳۶) (به انگلیسی: USCGC Kiska (WPB-1336)) یک کشتی است که طول آن ۱۱۰ فوت (۳۴ متر) می‌باشد.